# ジョナサン・エドワーズ (陸上選手)
ジョナサン・エドワーズ（Jonathan Edwards, 1966年5月10日 - ）は、イギリス・ウィンザー出身の元陸上競技選手。2000年シドニーオリンピック男子三段跳の金メダリストで、現在の世界記録18m29cm（6m22-5m48-6m59）保持者である。

## 経歴
ダラム大学で物理学を専攻し、卒業後、ロイヤル・ビクトリア病院で遺伝子研究の仕事に就きながら三段跳の練習をしていたが、1994年に病院を退職し競技に専念する。敬虔なクリスチャンで、1991年の世界陸上東京大会では、競技日が日曜日だったため「日曜日は安息日であり、私は、神の定めた安息日に競技を行うことはできない」として欠場したが、1993年大会からは、考えを改め「自分の才能を通じ、周囲の人々を明るく幸せにするのもクリスチャンとしての義務」と日曜日の大会にも出場するようになった。
1995年7月にスペインのサラマンカで17m98の世界記録を樹立。同年の世界陸上イェーテボリ大会では1回目の跳躍で18m16、2回目の跳躍で18m29と連続で世界記録を更新した。翌1996年アトランタオリンピックでも優勝が期待されたが、ケニー・ハリソン（アメリカ）が五輪新記録の18m09を跳んで優勝。エドワーズは2位だった。
その後、2000年シドニーオリンピックで優勝を果たし、大英帝国勲章（CBE）を受けた。さらに2002年に、コモンウェルスゲームズで優勝したことにより、オリンピック、世界陸上競技選手権大会、ヨーロッパ陸上競技選手権大会、コモンウェルスゲームズの4大会全てで金メダルを獲得した。これは1993年のリンフォード・クリスティの達成に続き、2人目である。
2003年パリの世界陸上を最後に引退。「ケガをした時は選手生命が終わったと思ったが、競技に出場できる状態まで回復したのは奇跡だ。神がもう一度跳ぶ機会を与えてくれた今大会で競技生活を終わりたい。」と語った。

## 主な実績(三段跳)
| 年   | 大会                         | 場所                         | 結果 | 記録  |
| ---- | ---------------------------- | ---------------------------- | ---- | ----- |
| 1989 | IAAF陸上ワールドカップ       | バルセロナ（スペイン）       | 3位  | 17m28 |
| 1992 | IAAF陸上ワールドカップ       | ハバナ（キューバ）           | 1位  | 17m34 |
| 1993 | 世界陸上競技選手権大会       | シュトゥットガルト（ドイツ） | 3位  | 17m44 |
| 1995 | 世界陸上競技選手権大会       | イェーテボリ（スウェーデン） | 1位  | 18m29 |
| 1996 | オリンピック                 | アトランタ（アメリカ合衆国） | 2位  | 17m88 |
| 1996 | IAAFグランプリファイナル     | ミラノ（イタリア）           | 1位  | 17m59 |
| 1997 | 世界陸上競技選手権大会       | アテネ（ギリシャ）           | 2位  | 17m69 |
| 1998 | ヨーロッパ陸上競技選手権大会 | ブダペスト（ハンガリー）     | 1位  | 17m99 |
| 1999 | 世界陸上競技選手権大会       | セビリア（スペイン）         | 3位  | 17m48 |
| 2000 | オリンピック                 | シドニー（オーストラリア）   | 1位  | 17m71 |
| 2000 | IAAFグランプリファイナル     | ドーハ（カタール）           | 1位  | 17m12 |
| 2001 | 世界室内陸上競技選手権大会   | リスボン（ポルトガル）       | 2位  | 17m26 |
| 2001 | 世界陸上競技選手権大会       | エドモントン（カナダ）       | 1位  | 17m92 |
| 2002 | コモンウェルスゲームズ       | マンチェスター（イギリス）   | 1位  | 17m86 |
| 2002 | ヨーロッパ陸上競技選手権大会 | ミュンヘン（ドイツ）         | 3位  | 17m32 |
| 2002 | IAAFグランプリファイナル     | パリ（フランス）             | 2位  | 17m41 |
| 2002 | IAAF陸上ワールドカップ       | マドリード（スペイン）       | 1位  | 17m34 |

## 自己記録
| 種目         | 記録   | 風速  | 日付          | 備考           |
| ------------ | ------ | ----- | ------------- | -------------- |
| 100m         | 10秒48 | ＋1.2 | 1996年1月1日  |                |
| 走幅跳       | 7m41   |       | 1992年1月1日  |                |
| 三段跳(屋外) | 18m29  | +1.3  | 1995年8月7日  | 世界記録       |
| 三段跳(屋外) | 18m43  | +2.4  | 1995年6月25日 | 追い風参考記録 |
| 三段跳(室内) | 17m64  |       | 1998年2月15日 |                |